# Захумлє

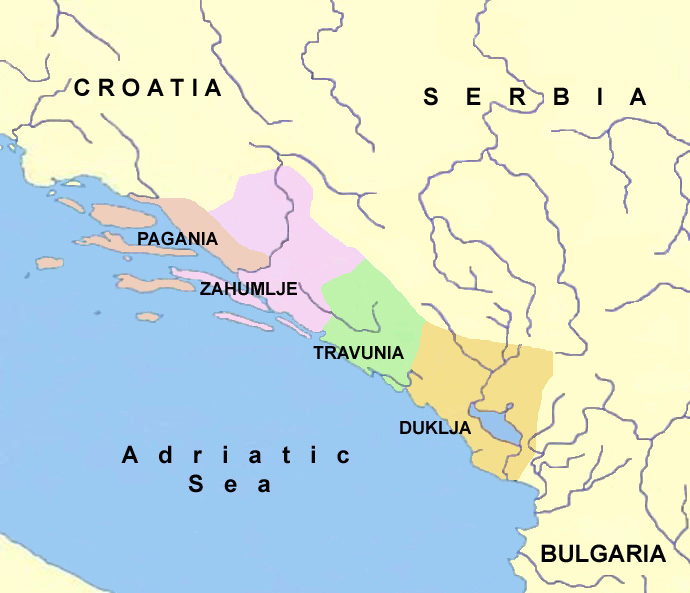

Захумлє (серб. Захумље, хорв. Zahumlje, також знана як Земля Хум і Холм) — середньовічне сербське князівство, що було розташоване в сьогоднішній Герцеговині (у сучасній Боснії та Герцеговині) і Південній Далмації (сучасна Республіка Хорватія).
Захумле отримало свою назву від гори Хум (За + Хумом  => Нижче Хума), біля Блага, де починається річка Буна. Там знаходяться два дуже старі міста: Бона і Хум. У Захумлі панівні династії були Вишевичі або Вушевичі, що були вихідцями з західної частини Білої Сербії. Вони називали себе червоними хорватами, хоч за часів візантійського імператора Костянтина VII, вони були сербами. Захумле рішуче протистояло будь-яким спробам контролю з боку сербських Великих князів на півночі, і зрештою її керманичі отримали титул Великого князя для себе. Земля Захумля простяглася в східному напрямку до Калиновика та області Гатак, де вона межувала з Травунією. Фактично кордон йшов уздовж Захумлської лінії Попово — Любинє — Дабар і візантійського анклаву Рагуза.
- Найбільші міста Захумля: Ошлє, Стон, Дабар, Мокро, Глумайник
- Захумле було розділено на 9 менших князівств: Стон, Попово, Дубрава, Лука, Дабар, Веляке, Веченик.

Під сербською владою, для полегшення контролю Захумле було поділено на два князівства: Верхнє Захумле і Нижнє Захумле. Верхнє Захумле незабаром було включено безпосередньо в Сербію, Нижнє Захумле продовжувало існувати. Захумле було васалом Хорватії за часів Томіслава, надалі залежить від Сербії, яку очолила Дукля. Після довгої династичної боротьби Захумле анексує Паганію, з часом Захумле стає частиною Великого Князівства Рашка.